# Dawid Krupa
Dawid Krupa (ur. 12 czerwca 1980 w Rzeszowie) – zawodowy kolarz grupy Dynatek, (wcześniej CCC-Polsat, Legia, MBK). Reprezentant Kadry Narodowej na Igrzyskach Olimpijskich w Atenach oraz Mistrzostwach Świata. Mistrz Polski w Górach, specjalista w jeździe na czas. Obecnie kolarz Mostostal Puławy.